# Olga Bogoslovska
Olga Mihajlovna Naumkina-Bogoslovska (rusko Ольга Михайловна Наумкина-Богословская), ruska atletinja, * 20. maj 1964, Moskva, Sovjetska zveza.
Nastopila je na poletnih olimpijskih igrah leta 1992 ter osvojila srebrno medaljo v štafeti 4x100 m in se v teku na 100 m uvrstila v polfinale. Na svetovnih prvenstvih je osvojila zlato medaljo v štafeti 4x100 m leta 1993.